# Акушерка

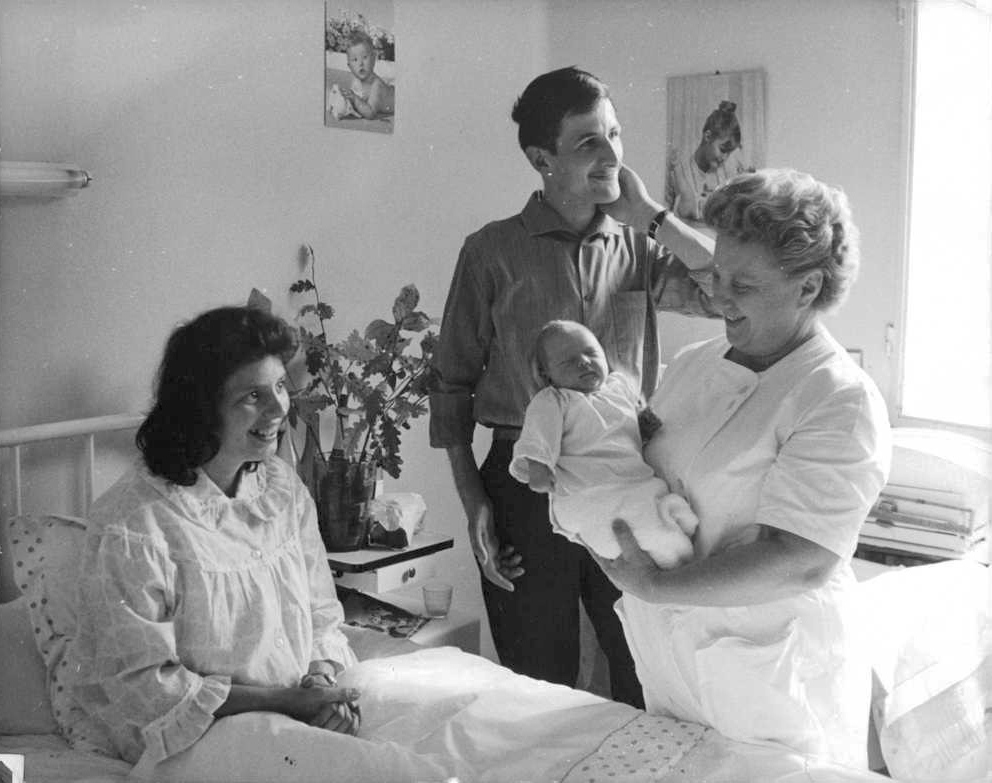
Акушерка показывает новорождённого ребёнка его родителям

Акуше́р (от фр. accoucher — «родить, принимать роды, помогать при родах») — средний медработник, специалист в акушерстве, оказывающий помощь беременным и роженицам (во время родов). В России для работы акушеркой необходимо получить среднее профессиональное образование по специальности «Акушерское дело». Квалификация «акушер(ка)». Не следует путать с врачом акушером-гинекологом (высшее медицинское образование).

## Функции акушерок
Функции акушерок в системе государственного родовспоможения в РФ:
- приём нормальных родов;
- ассистирование при некоторых акушерских и гинекологических операциях
- оказание первой акушерско-гинекологической помощи;
- подготовка инструментария для проведения приёма специалиста;
- помощь врачу при осмотре женщины;
- взятие мазков на все виды исследований (гистологические, бактериологические);
- выписка направлений на анализы и консультации специалистов;
- проведение патронажа рожениц и беременных;
- проведение диспансеризации больных и ведение документации по их диспансеризации;
- психологическая подготовка беременной к родам;
- при необходимости ведение педиатрической работы ФАПа;
- помощь акушеру-гинекологу в проведении патологических родов
- помощь при родах в домашних условиях.

## История

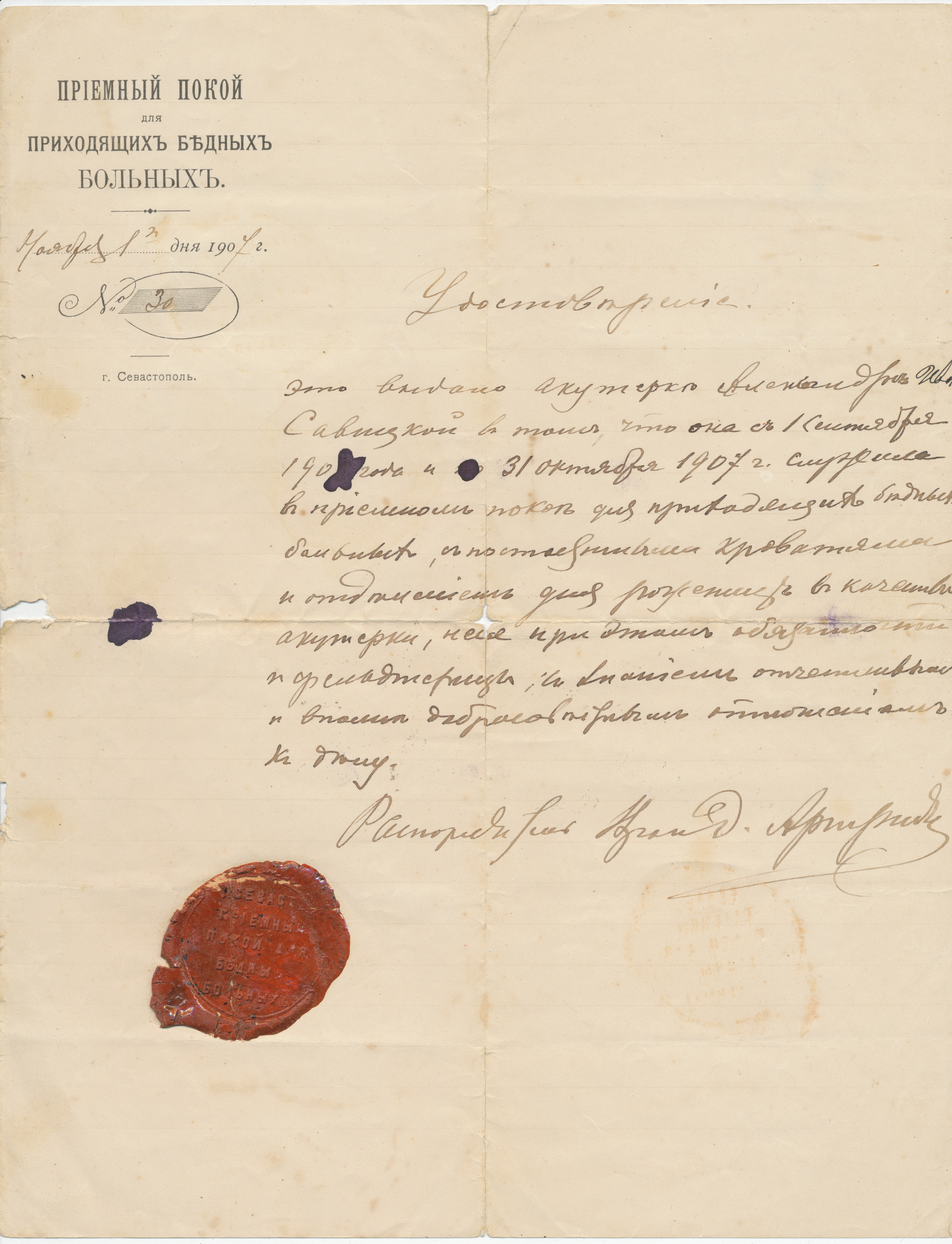
Удостоверение акушерки приёмного покоя для приходящих бедных больных г. Севастополя, выданное Савицкой А. И. в 1907 году.

### В России
В дореволюционной России должности назывались повивальная бабка или повитуха. Их подготовка велась с 1754 (1757) года в «бабичьих школах» (в Москве и Санкт-Петербурге). В 1797—1801 годах они были преобразованы в «повивальные институты» и со временем открылись и в других городах. Наравне с медицинскими кафедрами университетов они начали готовить учёных повивальных бабок (2 года обучения) и сельских повивальных бабок (1 год обучения), с начала XX века соответственно — повивальных бабок первого и второго разряда. В то же время существовали ещё городовые полицейские акушеры, а врачи назывались акушер (мужчины) или учёная акушерка (женщины, срок обучения с 1872 — 4 года, с 1876 года — 5 лет, обучение на «курсах для образования учёных акушерок», но фактический при первом выпуске в 1878 году им было присвоено звание лекаря и право ношения значка «женщина-врач»). В 1921 году с утверждением Наркомздравом РСФСР «Положения о нормальной акушерской школе», началась подготовка акушерок в современном понимании и переподготовка существовавших до этого повивальных бабок.
На Руси издревле повивальными бабками и повитухами назывались также женщины без образования (с конца XVIII века их частично обучали по мере возможности сельские священники и обученные в бабичьих школах и институтах повивальные бабки), но помогающие при родах. В связи с чем, для отличия от них, обученных повивальных бабок называли в XVIII веке «присяжными», а на рубеже XIX—XX веков — «привилегированными».
В СССР во второй половине XX века обучение акушерок (акушеров) велось в медицинских училищах с 3 летним сроком обучения.